# Piers Compton
Piers Compton (1901-1986) est un auteur de biographies, de livres historiques et de théories conspirationnistes. Il fut un religieux de l'Église catholique romaine et éditeur de l'hebdomadaire catholique "The Universe" durant 14 ans.

## Théories
Dans son livre, The Broken Cross:The Hidden Hand In The Vatican il avance la thèse selon laquelle le Vatican fut infiltré par les Illuminatis, que le symbole de l'"œil qui voit tout" avait une signification luciferienne et qu'il était utilisé par des responsables catholiques et jésuites, par exemple dans le logo du congrès catholique du Philadelphia Eucharistic Congress de 1976, ou encore sur un timbre du Vatican de 1978 et sur la croix personnelle du pape Jean XXIII. Pour Compton, le  pape Jean XXIII fut le premier pape Illuminati. Selon Compton, le livre fut ensuite retiré de la vente et jamais réimprimé.

## Œuvres

### Essai
- The Broken Cross:The Hidden Hand In The Vatican, Texte en ligne en anglais

### Biographies
- Cardigan of Balaclava
- The last days of General Gordon
- The Genius of Louis Pasteur
- The turbulent priest; a life of St. Thomas of Canterbury
- Father Damien
- Harold the King
- Bad Queen Bess
- Marshal Ney

### Livres historiques
- Colonel's lady & camp-follower: the story of women in the Crimean War
- The story of Bisham Abbey
- Victorian vortex : pleasures and peccadilloes of an age
- The Great Religious Orders